# Jennifer English
Jennifer English is een Britse actrice. Ze is vooral bekend van haar rol als de halfelf Shadowheart in de videogame Baldur's Gate 3 (2023). Voor diezelfde rol werd ze in 2024 door de BAFTA opgenomen in de UK Breakthrough-groep van veelbelovende Britse acteurs.
English komt oorspronkelijk uit Shropshire. Sinds haar jeugd was English al bezig met amateurtheater. Samen met haar familie deed ze regelmatig mee aan openluchtvoorstellingen, waaronder vertolkingen van Charles Dickens-verhalen.
Ze studeerde af in theater aan het Royal Birmingham Conservatoire.

## Privéleven
English heeft een relatie met Aliona Baranova. Ze ontmoetten elkaar tijdens de productie van Baldur's Gate 3,  waar Baranova de mocapregisseur was.

## Rollen
- Baldur's Gate 3 (2023, Larian) – Shadowheart[1][2]
- Elden Ring (2022, FromSoftware) – Latenna[1]
- Divine Intervention (2024, korte film)[2] – Quinn
- Clair Obscur: Expedition 33 (2025) – Maelle[1]